# ريوتا كواشيما
ريوتا كواشيما (باليابانية: 桑島 良汰) (مواليد 5 سبتمبر 1992) هو لاعب كرة قدم ياباني.

## وصلات خارجية
- ريوتا كواشيما على موقع رابطة كرة القدم اليابانية للمحترفين (اليابانية)
- ريوتا كواشيما على موقع قاعدة بيانات كرة القدم.إي يو (الإنجليزية)
- ريوتا كواشيما على موقع Soccerway.com (الإنجليزية)
- ريوتا كواشيما على موقع عالم كرة القدم.نت (الإنجليزية)